# Карол Севиля
Карол Севиля (на испански: Karol Sevilla, рождено име Karol Itzitery Piña Cisneros), е мексиканска актриса, певица и влогърка.

## Биография и творчество
Карол е родена на 9 ноември 1999 г. в Мексико Сити. Има брат, по-голям от нея, на име Марусио. Посещава Образователния център за артисти от 2006 г. до 2013 г.
Тя започва своята кариера, когато е на 6 години. Оттогава започва да се появява в няколко теленовели за кратко, включително Amorcito corazón, Como dice el dicho и Розата на Гуадалупе. Тя е участвала и в мюзикъли, като „Магьосникът от Оз“, Fantabulosa и Timbiriche.
Снима клипове в YouTube и играе главната героиня Лу̀на в сериала „Soy Luna“.
През 2021 г. излиза новата ѝ песен Tus besos.
| Година      | Заглавие            | Роля                                   | Бележки     |
| ----------- | ------------------- | -------------------------------------- | ----------- |
| 2008 – 2015 | Розата на Гуадалупе | различни роли                          | 31 епизода  |
| 2009        | Mujeres Asesinas    | Сесиля (дете на психопатско семейство) | 3 епизода   |
| 2010 – 2011 | Para Volver a Amar  | Монсе                                  | 2 епизода   |
| 2011        | Amorcito Corazon    | Мария Луз „Марилу“ Лобо Балестреос     | 2 епизода   |
| 2012 – 2014 | Como dise el dicho  | Рената / Татис                         | 2 епизода   |
| 2016 – 2018 | Луна                | Луна Валенте                           | главна роля |